# Bahnstrecke Portland–Lunenburg
| Fahrplan und Karte der Strecke von 1879 |                      |                                                   |                                                   |
| Streckenlänge: | 174,3 km             |                                                   |                                                   |
| Spurweite: | 1435 mm (Normalspur) |                                                   |                                                   |
| Zweigleisigkeit: | –                    |                                                   |                                                   |
| |                      |                                                   |                                                   |
| Gesellschaft: | PAR, CSRR            |                                                   |                                                   |
| \| \| \| ehem. Verbindungsbahn zur GTR \| \| \| \| 0,0 \| Portland ME Commercial St ("Yard 8") \| Portland ME Commercial St ("Yard 8") \| \| \| \| nach Portsmouth \| \| \| \| \| nach Cummings \| \| \| \| 1,6 \| Boston&Maine Junction (Hp. bis 1888) \| Boston&Maine Junction (Hp. bis 1888) \| \| \| \| nach Rockland \| \| \| \| \| Verbindungsgleis aus Rockland nach Cummings \| \| \| \| \| Verbindungsgleis aus Richtung Cummings \| \| \| \| \| Interstate 295 \| \| \| \| \| Portland ME Amtrak-Bahnhof \| \| \| \| \| Interstate 95 \| \| \| \| \| Verbindungskurven nach Deering und Rochester \| \| \| \| \| Strecke Portland–Rochester \| \| \| \| \| Verbindungskurve aus Deering \| \| \| \| 7,2 \| Westbrook-Cumberland Mills ME \| Westbrook-Cumberland Mills ME \| \| \| \| Presumpscot River \| \| \| \| \| Güteranschluss \| \| \| \| 15,9 \| South Windham ME \| South Windham ME \| \| \| 17,7 \| Newhall ME \| Newhall ME \| \| \| \| Presumpscot River \| \| \| \| 20,3 \| White Rock ME \| White Rock ME \| \| \| 25,4 \| Sebago Lake ME \| Sebago Lake ME \| \| \| \| Sebago Lake \| \| \| \| ? \| Smiths Mill \| Smiths Mill \| \| \| 31,2 \| Richville ME \| Richville ME \| \| \| 38,1 \| Steep Falls ME \| Steep Falls ME \| \| \| 40,9 \| Mattocks ME (früher East Baldwin) \| Mattocks ME (früher East Baldwin) \| \| \| 49,4 \| Cornish ME (früher Baldwin) \| Cornish ME (früher Baldwin) \| \| \| 52,3 \| West Baldwin ME \| West Baldwin ME \| \| \| 56,8 \| Bridgton Junction ME \| Bridgton Junction ME \| \| \| \| nach Harrison (610 mm Spurweite) \| \| \| \| \| Saco River \| \| \| \| 57,8 \| Hiram ME \| Hiram ME \| \| \| 68,1 \| Brownfield ME \| Brownfield ME \| \| \| 78,5 \| Fryeburg ME \| Fryeburg ME \| \| \| \| Staatsgrenze Maine/New Hampshire \| \| \| \| 85,8 \| Center Conway NH (früher Conway Center) \| Center Conway NH (früher Conway Center) \| \| \| \| Saco River \| \| \| \| 90,0 \| Redstone NH \| Redstone NH \| \| \| 94,0 \| North Conway NH \| North Conway NH \| \| \| \| von Jewett ME \| \| \| \| 97,2 \| Intervale Junction NH \| Intervale Junction NH \| \| \| 102,7 \| Glen&Jackson NH (früher Glen Station) \| Glen&Jackson NH (früher Glen Station) \| \| \| \| Rocky Branch Railroad \| \| \| \| \| East Branch Railroad \| \| \| \| \| Ellis River \| \| \| \| 111,9 \| Bartlett NH (früher Upper Bartlett) \| Bartlett NH (früher Upper Bartlett) \| \| \| \| Bartlett and Albany Railroad \| \| \| \| \| Saco River \| \| \| \| \| Saco River \| \| \| \| \| Saco River \| \| \| \| 118,8 \| Sawyers NH (früher Sawyer River) \| Sawyers NH (früher Sawyer River) \| \| \| \| Sawyer River Railroad \| \| \| \| 121,7 \| Notchland NH (bis 1931 Bemis) \| Notchland NH (bis 1931 Bemis) \| \| \| 124,3 \| Carrigain NH \| Carrigain NH \| \| \| \| Saco Valley Railroad \| \| \| \| 126,4 \| Frankenstein Trestle über den Willey Brook (245m) \| Frankenstein Trestle über den Willey Brook (245m) \| \| \| 128,5 \| Willey House NH \| Willey House NH \| \| \| 135,4 \| Crawford's NH (früher Crawford Notch) \| Crawford's NH (früher Crawford Notch) \| \| \| 140,5 \| Bretton Woods NH (früher Mount Pleasant House) \| Bretton Woods NH (früher Mount Pleasant House) \| \| \| \| Ammonoosuc River \| \| \| \| 141,8 \| Bretton Woods-Fabyan NH (früher Fabyans) \| Bretton Woods-Fabyan NH (früher Fabyans) \| \| \| \| Strecke Wing Road–Mount Washington \| \| \| \| \| Verbindungsgleis von Mount Washington \| \| \| \| ca. 143 \| White Mountain House NH \| White Mountain House NH \| \| \| ca. 146 \| Zealand NH \| Zealand NH \| \| \| 149,0 \| Twin Mountains NH \| Twin Mountains NH \| \| \| ca. 153 \| Carroll NH \| Carroll NH \| \| \| 158,5 \| Quebec Junction NH \| Quebec Junction NH \| \| \| \| nach Lime Ridge, Québec \| \| \| \| \| Verbindungsgleis \| \| \| \| 161,1 \| Hazens NH \| Hazens NH \| \| \| ca. 164 \| Strecke Whitefield–Berlin \| Strecke Whitefield–Berlin \| \| \| \| Verbindungskurve \| \| \| \| \| Johns River \| \| \| \| 165,1 \| Whitefield NH \| Whitefield NH \| \| \| 170,3 \| Scott Junction NH (früher Scott) \| Scott Junction NH (früher Scott) \| \| \| \| Strecke Woodsville–Groveton \| \| \| \| \| Johns River \| \| \| \| \| Verbindungskurve nach Woodsville \| \| \| \| \| Johns River \| \| \| \| \| Connecticut River (Staatsgrenze NH/VT) \| \| \| \| 174,3 \| Lunenburg VT \| Lunenburg VT \| \| \| \| nach Maquam \| \| |                      |                                                   |                                                   |
| Strecke (außer Betrieb) |                      | ehem. Verbindungsbahn zur GTR                     | ehem. Verbindungsbahn zur GTR                     |
| Betriebs-/Güterbahnhof Strecke bis hier außer Betrieb | 0,0                  | Portland ME Commercial St ("Yard 8")              | Portland ME Commercial St ("Yard 8")              |
| Abzweig geradeaus und ehemals nach links |                      | nach Portsmouth                                   | nach Portsmouth                                   |
| Abzweig geradeaus und nach links |                      | nach Cummings                                     | nach Cummings                                     |
| ehemaliger Haltepunkt / Haltestelle | 1,6                  | Boston&Maine Junction (Hp. bis 1888)              | Boston&Maine Junction (Hp. bis 1888)              |
| Abzweig ehemals geradeaus und nach rechts |                      | nach Rockland                                     | nach Rockland                                     |
| Kreuzung geradeaus unten (Strecke geradeaus außer Betrieb) |                      | Verbindungsgleis aus Rockland nach Cummings       | Verbindungsgleis aus Rockland nach Cummings       |
| Abzweig ehemals geradeaus und von rechts |                      | Verbindungsgleis aus Richtung Cummings            | Verbindungsgleis aus Richtung Cummings            |
| Strecke mit Straßenbrücke |                      | Interstate 295                                    | Interstate 295                                    |
| Bahnhof |                      | Portland ME Amtrak-Bahnhof                        | Portland ME Amtrak-Bahnhof                        |
| Strecke mit Straßenbrücke |                      | Interstate 95                                     | Interstate 95                                     |
| Abzweig geradeaus, nach links und nach rechts |                      | Verbindungskurven nach Deering und Rochester      | Verbindungskurven nach Deering und Rochester      |
| Kreuzung (Querstrecke außer Betrieb) |                      | Strecke Portland–Rochester                        | Strecke Portland–Rochester                        |
| Abzweig geradeaus und ehemals von rechts |                      | Verbindungskurve aus Deering                      | Verbindungskurve aus Deering                      |
| ehemaliger Bahnhof | 7,2                  | Westbrook-Cumberland Mills ME                     | Westbrook-Cumberland Mills ME                     |
| Brücke über Wasserlauf |                      | Presumpscot River                                 | Presumpscot River                                 |
| Abzweig ehemals geradeaus und nach rechts |                      | Güteranschluss                                    | Güteranschluss                                    |
| Bahnhof (Strecke außer Betrieb) | 15,9                 | South Windham ME                                  | South Windham ME                                  |
| Haltepunkt / Haltestelle (Strecke außer Betrieb) | 17,7                 | Newhall ME                                        | Newhall ME                                        |
| Brücke über Wasserlauf (Strecke außer Betrieb) |                      | Presumpscot River                                 | Presumpscot River                                 |
| Haltepunkt / Haltestelle (Strecke außer Betrieb) | 20,3                 | White Rock ME                                     | White Rock ME                                     |
| Bahnhof (Strecke außer Betrieb) | 25,4                 | Sebago Lake ME                                    | Sebago Lake ME                                    |
| Brücke über Wasserlauf (Strecke außer Betrieb) |                      | Sebago Lake                                       | Sebago Lake                                       |
| Haltepunkt / Haltestelle (Strecke außer Betrieb) | ?                    | Smiths Mill                                       | Smiths Mill                                       |
| Haltepunkt / Haltestelle (Strecke außer Betrieb) | 31,2                 | Richville ME                                      | Richville ME                                      |
| Bahnhof (Strecke außer Betrieb) | 38,1                 | Steep Falls ME                                    | Steep Falls ME                                    |
| Haltepunkt / Haltestelle (Strecke außer Betrieb) | 40,9                 | Mattocks ME (früher East Baldwin)                 | Mattocks ME (früher East Baldwin)                 |
| Haltepunkt / Haltestelle (Strecke außer Betrieb) | 49,4                 | Cornish ME (früher Baldwin)                       | Cornish ME (früher Baldwin)                       |
| Bahnhof (Strecke außer Betrieb) | 52,3                 | West Baldwin ME                                   | West Baldwin ME                                   |
| Haltepunkt / Haltestelle (Strecke außer Betrieb) | 56,8                 | Bridgton Junction ME                              | Bridgton Junction ME                              |
| Abzweig geradeaus und nach rechts (Strecke außer Betrieb) |                      | nach Harrison (610 mm Spurweite)                  | nach Harrison (610 mm Spurweite)                  |
| Brücke über Wasserlauf (Strecke außer Betrieb) |                      | Saco River                                        | Saco River                                        |
| Bahnhof (Strecke außer Betrieb) | 57,8                 | Hiram ME                                          | Hiram ME                                          |
| Bahnhof (Strecke außer Betrieb) | 68,1                 | Brownfield ME                                     | Brownfield ME                                     |
| Bahnhof (Strecke außer Betrieb) | 78,5                 | Fryeburg ME                                       | Fryeburg ME                                       |
| Grenze (Strecke außer Betrieb) |                      | Staatsgrenze Maine/New Hampshire                  | Staatsgrenze Maine/New Hampshire                  |
| ehemaliger Bahnhof | 85,8                 | Center Conway NH (früher Conway Center)           | Center Conway NH (früher Conway Center)           |
| Brücke über Wasserlauf |                      | Saco River                                        | Saco River                                        |
| ehemaliger Haltepunkt / Haltestelle | 90,0                 | Redstone NH                                       | Redstone NH                                       |
| ehemaliger Bahnhof | 94,0                 | North Conway NH                                   | North Conway NH                                   |
| Abzweig geradeaus und von links |                      | von Jewett ME                                     | von Jewett ME                                     |
| ehemaliger Bahnhof | 97,2                 | Intervale Junction NH                             | Intervale Junction NH                             |
| Bahnhof | 102,7                | Glen&Jackson NH (früher Glen Station)             | Glen&Jackson NH (früher Glen Station)             |
| Abzweig geradeaus und ehemals nach rechts |                      | Rocky Branch Railroad                             | Rocky Branch Railroad                             |
| Abzweig geradeaus und ehemals nach rechts |                      | East Branch Railroad                              | East Branch Railroad                              |
| Brücke über Wasserlauf |                      | Ellis River                                       | Ellis River                                       |
| Bahnhof | 111,9                | Bartlett NH (früher Upper Bartlett)               | Bartlett NH (früher Upper Bartlett)               |
| Abzweig geradeaus und ehemals nach links |                      | Bartlett and Albany Railroad                      | Bartlett and Albany Railroad                      |
| Brücke über Wasserlauf |                      | Saco River                                        | Saco River                                        |
| Brücke über Wasserlauf |                      | Saco River                                        | Saco River                                        |
| Brücke über Wasserlauf |                      | Saco River                                        | Saco River                                        |
| ehemaliger Bahnhof | 118,8                | Sawyers NH (früher Sawyer River)                  | Sawyers NH (früher Sawyer River)                  |
| Abzweig geradeaus und ehemals nach links |                      | Sawyer River Railroad                             | Sawyer River Railroad                             |
| ehemaliger Bahnhof | 121,7                | Notchland NH (bis 1931 Bemis)                     | Notchland NH (bis 1931 Bemis)                     |
| ehemaliger Bahnhof | 124,3                | Carrigain NH                                      | Carrigain NH                                      |
| Abzweig geradeaus und ehemals nach rechts |                      | Saco Valley Railroad                              | Saco Valley Railroad                              |
| Brücke über Wasserlauf | 126,4                | Frankenstein Trestle über den Willey Brook (245m) | Frankenstein Trestle über den Willey Brook (245m) |
| ehemaliger Haltepunkt / Haltestelle | 128,5                | Willey House NH                                   | Willey House NH                                   |
| Bahnhof | 135,4                | Crawford's NH (früher Crawford Notch)             | Crawford's NH (früher Crawford Notch)             |
| ehemaliger Bahnhof | 140,5                | Bretton Woods NH (früher Mount Pleasant House)    | Bretton Woods NH (früher Mount Pleasant House)    |
| Brücke über Wasserlauf |                      | Ammonoosuc River                                  | Ammonoosuc River                                  |
| Bahnhof | 141,8                | Bretton Woods-Fabyan NH (früher Fabyans)          | Bretton Woods-Fabyan NH (früher Fabyans)          |
| Kreuzung (Querstrecke außer Betrieb) |                      | Strecke Wing Road–Mount Washington                | Strecke Wing Road–Mount Washington                |
| Abzweig geradeaus und ehemals von rechts |                      | Verbindungsgleis von Mount Washington             | Verbindungsgleis von Mount Washington             |
| ehemaliger Haltepunkt / Haltestelle | ca. 143              | White Mountain House NH                           | White Mountain House NH                           |
| ehemaliger Haltepunkt / Haltestelle | ca. 146              | Zealand NH                                        | Zealand NH                                        |
| ehemaliger Bahnhof | 149,0                | Twin Mountains NH                                 | Twin Mountains NH                                 |
| ehemaliger Haltepunkt / Haltestelle | ca. 153              | Carroll NH                                        | Carroll NH                                        |
| ehemaliger Bahnhof | 158,5                | Quebec Junction NH                                | Quebec Junction NH                                |
| Abzweig geradeaus, ehemals nach rechts und ehemals von rechts |                      | nach Lime Ridge, Québec                           | nach Lime Ridge, Québec                           |
| Abzweig ehemals geradeaus und nach rechts |                      | Verbindungsgleis                                  | Verbindungsgleis                                  |
| Haltepunkt / Haltestelle (Strecke außer Betrieb) | 161,1                | Hazens NH                                         | Hazens NH                                         |
| Kreuzung (Strecke geradeaus außer Betrieb) | ca. 164              | Strecke Whitefield–Berlin                         | Strecke Whitefield–Berlin                         |
| Abzweig ehemals geradeaus und von rechts |                      | Verbindungskurve                                  | Verbindungskurve                                  |
| Brücke über Wasserlauf |                      | Johns River                                       | Johns River                                       |
| Dienststation / Betriebs- oder Güterbahnhof | 165,1                | Whitefield NH                                     | Whitefield NH                                     |
| ehemaliger Bahnhof | 170,3                | Scott Junction NH (früher Scott)                  | Scott Junction NH (früher Scott)                  |
| Kreuzung (Querstrecke außer Betrieb) |                      | Strecke Woodsville–Groveton                       | Strecke Woodsville–Groveton                       |
| Brücke über Wasserlauf |                      | Johns River                                       | Johns River                                       |
| Abzweig geradeaus und ehemals von links |                      | Verbindungskurve nach Woodsville                  | Verbindungskurve nach Woodsville                  |
| Brücke über Wasserlauf |                      | Johns River                                       | Johns River                                       |
| Grenze auf Brücke über Wasserlauf |                      | Connecticut River (Staatsgrenze NH/VT)            | Connecticut River (Staatsgrenze NH/VT)            |
| ehemaliger Bahnhof | 174,3                | Lunenburg VT                                      | Lunenburg VT                                      |
| Strecke |                      | nach Maquam                                       | nach Maquam                                       |

Die Bahnstrecke Portland–Lunenburg ist eine Eisenbahnstrecke in Maine, New Hampshire und Vermont (Vereinigte Staaten). Sie ist 174,3 Kilometer lang. Die normalspurige Strecke ist größtenteils stillgelegt oder außer Betrieb. Der Abschnitt Portland–Cumberland Mills wird heute durch die Pan Am Railways ausschließlich im Güterverkehr betrieben. Zwischen Intervale Junction und Fabyans betreibt die Conway Scenic Railroad einen Touristenzug. Ihr gehört auch die anschließende Strecke bis Hazens. Offiziell stillgelegt sind nur die Abschnitte von Westbrook zur Staatsgrenze zwischen Maine und New Hampshire sowie der Abschnitt Hazens–Whitefield in New Hampshire, jedoch sind auch die Abschnitte von der Grenze Maine/New Hampshire bis Intervale Junction und Whitefield–Lunenburg außer Betrieb.

## Geschichte
Die Stadt Portland hatte ein Interesse, das Transportmonopol der Grand Trunk Railway in Richtung Kanada aufzubrechen. Diese hatte 1853 ihre Strecke Portland–Montréal fertiggestellt. Außerdem sollte die Stadt an die White Mountains angeschlossen werden, die schon im 19. Jahrhundert Ziel vieler Touristen waren. Eine weitere mögliche Verbindung in Richtung Chicago war ebenfalls in Planung. Zu diesem Zweck wurde Anfang 1869 die Portland and Ogdensburg Railroad gegründet. Sie sollte eine Eisenbahnstrecke von Portland durch die White Mountains und durch Vermont bis nach Ogdensburg (New York) bauen. Schon bald begannen andere Bahngesellschaften, die westlichen Abschnitte der geplanten Strecke zu bauen, sodass die Portland&Ogdensburg sich auf den in Maine und New Hampshire liegenden Abschnitt beschränkte.
Der Bau begann von Portland aus und noch im gleichen Jahr konnten die ersten Züge bis Fryeburg an der Grenze nach New Hampshire fahren. In Fryeburg beginnt der Anstieg in die White Mountains, sodass sich die Baugeschwindigkeit nun drastisch verringerte. 1871 war North Conway erreicht, 1872 Glen, 1873 Bartlett, am 31. August 1874 Bemis und am 7. August 1875 schließlich Fabyans. Ab dort benutzten die Züge zunächst bis Wing Road die Bahnstrecke Wing Road–Mount Washington mit, die die Boston, Concord and Montreal Railroad 1874 eröffnet hatte, und von Wing Road bis Scott die Bahnstrecke Woodsville–Groveton der gleichen Bahngesellschaft. In Wing Road war dabei ein Umsetzen der Lok notwendig, da es keine Verbindungskurve in Richtung Scott gab. Der Abschnitt von Scott bis Lunenburg unmittelbar hinter der Grenze nach Vermont ging im Dezember 1875 in Betrieb. Daran anschließend hatte die Essex County Railroad ihren Streckenabschnitt, die Bahnstrecke St. Johnsbury–Lunenburg, gebaut.
Ab 1886 firmierte der Eigentümer der Strecke unter dem Namen Portland and Ogdensburg Railway. Diese Gesellschaft wurde 1888 durch die Maine Central Railroad (MEC) gepachtet, die sie 1943 endgültig kaufte. Die Strecke wurde durch die MEC als Mountain Division bezeichnet. Die Maine Central Railroad baute kurz darauf das fehlende Zwischenstück der Strecke von Fabyans nach Scott, das 1889 eröffnet wurde. Mehrere aus Boston durchlaufende Expresszüge, darunter der ab 1939 als Mountaineer (Boston–St. Johnsbury) bezeichnete Zug, verkehrten über die Strecke. 1891 wurden in Crawford und Fabyans neue repräsentative Bahnhofsgebäude im Queen-Anne-Stil gebaut.
Mehrere Waldbahnen brachten Holz aus den Wäldern der White Mountains zu Sägewerken am Saco River, deren Produkte wiederum durch die MEC abtransportiert wurden. Dies waren im Einzelnen:
- die Rocky Branch Railroad ab Glen Station in den unbewohnten Bezirk Sargent's Purchase, die von 1907 bis 1914 verkehrte,
- die East Branch Railroad ab Glen Station nach Jackson von 1916 bis 1919,
- die Bartlett and Albany Railroad ab Bartlett in Richtung Süden von 1887 bis 1893, die ihre Gleise und Fahrzeuge gebraucht von der Eastern Railroad erworben hatte,
- die Sawyer River Railroad ab dem Bahnhof Sawyer River entlang des gleichnamigen Flusses bis nach Livermore, die von 1877 bis 1928 verkehrte und somit zu den langlebigsten Waldbahnen Neuenglands gehört, sowie
- die Saco Valley Railroad von Carrigain nordwärts entlang des Saco River.

Holz war damit neben Passagieren das Haupttransportgut der Bahn.
Nach dem Zweiten Weltkrieg gingen die Beförderungszahlen wie überall in den USA drastisch zurück. Am 5. September 1955 endete der durchgehende Verkehr über Intervale Junction nach Boston. Auch der North Wind und der Night White Mountains, die von Portland aus zuletzt mit Budd Rail Diesel Cars verkehrten, wurden 1956 aus dem Verkehr gezogen. Der letzte Personenzug auf der Strecke Portland–St. Johnsbury fuhr am 26. April 1958.
1978 legte der Staat New Hampshire die Bahntrasse in Bartlett höher, sodass der Bahnübergang über die vielgenutzte Route 302 entfallen konnte. Trotzdem stellte der neue Eigentümer der Bahn, Guilford Transportation, am 2. September 1983 den Güterverkehr zwischen Westbrook und Lunenburg ein. Am 24. Juni 1984 verpachtete die Guilford Transportation den Abschnitt Whitefield–Lunenburg an die Twin State Railroad, die den Güterverkehr wieder aufnahm, ihn jedoch mangels Kunden 1999 endgültig einstellte. Die Strecke ist zwar nicht offiziell stillgelegt, wird jedoch nicht mehr regulär benutzt.
Den Abschnitt Fryeburg–Hazens kaufte der Staat New Hampshire und verpachtete den Abschnitt Intervale Junction–Hazens am 13. Juli 1994 an die Conway Scenic Railroad. Die Conway Scenic Railroad befährt den Abschnitt bis Bartlett seit dem 17. Dezember 1994, fahrplanmäßig seit Mai 1995, mit Touristenzügen. Seit dem Frühjahr 1996 verkehren die Züge bis Crawford's Notch, und teilweise bis Fabyans. Nur gelegentlich fahren Züge bis Whitefield.
Die Strecke von einem Industrieanschluss nördlich von Westbrook bis Fryeburg ist seit dem 12. Oktober 1995 offiziell stillgelegt, wurde jedoch bis heute nicht abgebaut. 1998 wurde auch der Abschnitt von Hazens nach Whitefield stillgelegt, der vollständig parallel zur Bahnstrecke Whitefield Junction–Berlin liegt. In Hazens und Whitefield wurden Gleisverbindungen zu dieser Strecke gebaut, sodass alle Züge nun über diese Strecke fahren können.

## Streckenbeschreibung

### Maine

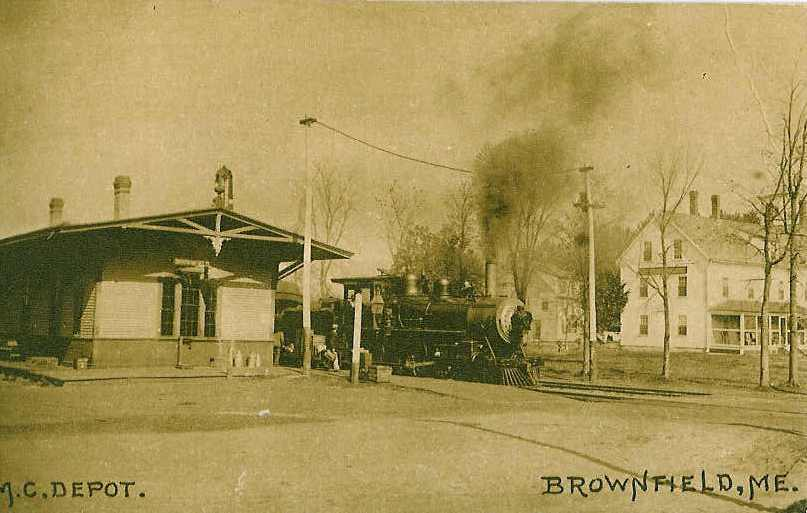
Bahnhof Brownfield, 1912

Die Strecke beginnt in Portland südlich des Zentrums im Bahnhof Commercial Street und verlässt das Gelände in westlicher Richtung. Heute ist hier nur noch ein kaum genutzter Güterbahnhof. Kurz danach biegt die Strecke nach Nordwesten ab, unterquert die Hauptstrecke der Pan Am Railways und führt weiter entlang des Fore River. In diesem Abschnitt ist die Strecke stillgelegt. Auf einem Teil dieser Trasse soll der Fore River Parkway entstehen. Kurz vor der Unterquerung der Interstate 295 biegt von Osten her die Verbindungskurve aus Richtung Boston auf die Trasse, die seit 2001 von den Downeaster-Zügen der Amtrak benutzt wird. Nur wenige hundert Meter weiter ist der Amtrak-Endbahnhof Portland Transportation Center erreicht. Der Bahnhof verfügt über ein kleines 1996 eingeweihtes Empfangsgebäude, das auch als Busbahnhof dient.
Im weiteren Verlauf überquert die Strecke die vierspurige Congress Street ebenerdig, unterquert die Interstate 95 und erreicht nach wenigen Kilometern den ehemaligen Kreuzungsbahnhof Cumberland Mills in Westbrook. Auf diesem Streckenabschnitt befinden sich mehrere Industrieanschlüsse. Der Bahnhof, wo früher die Bahnstrecke Portland–Rochester kreuzte, ist heute nur noch ein Abzweig. In beide Richtungen endet das Gleis nach wenigen hundert Metern an Industrieanschlüssen. Das ehemals querende Gleis ist stillgelegt und abgebaut. Kurz hinter dem Bahnhof befindet sich ein weiterer Industrieanschluss, an dem die Strecke nunmehr endet. Das Gleis im weiteren Verlauf ist zwar nicht abgebaut, teilweise jedoch so stark überwachsen, dass die Strecke derzeit nicht benutzbar ist. Die Trasse verläuft entlang des Presumpscot River, der auch mehrfach überquert wird.
Nach etwa 25 Kilometern ist der Sebago Lake erreicht, an dessen westlichem Ufer die Bahn entlangführt. Sie überquert einen Ausläufer des Sees auf einem Damm, der durch eine schmale Brücke unterbrochen wird. Auch der Rich Mill Pond wird über einen Damm gequert. Hier biegt die Strecke zunächst nach Westen ab, um bei Steep Falls den Saco River zu erreichen, dem sie weiter folgt. Kurz vor der Querung des Flusses in Hiram zweigte bis 1941 die schmalspurige Bahnstrecke der Bridgton and Harrison Railroad ab. Als Umsteigestation war hier der Bahnhof Bridgton Junction gebaut worden, an dem die Züge der Hauptstrecke nur im Anschluss an die Schmalspurbahn hielten, zuletzt nur ein Zug pro Tag.
Kurz vor Fryeburg führt die Strecke in einigem Abstand entlang des Lovewell Pond und biegt direkt anschließend nach Westen ab. Unmittelbar hinter dem Bahnhof Fryeburg überquert die Trasse die Grenze nach New Hampshire.

### New Hampshire
Wenige Kilometer nach der Staatsgrenze überquert die Bahn den Saco River und führt weiter nordwestlich durch die Ortschaften, die die Stadt Conway bilden. In North Conway liegen die Gleise auf der North-South Road. Solche Ortsdurchfahrten im öffentlichen Straßenraum sind in Nordamerika auch für Hauptstrecken üblich gewesen, inzwischen jedoch meist stillgelegt. Nördlich der Stadt befindet sich der Abzweig Intervale Junction wo früher die Züge aus Richtung Boston auf die White-Mountains-Strecke gefahren sind. Heute befährt diesen Abzweig die Conway Scenic Railroad an Sommerwochenenden und weiteren ausgewählten Terminen. Hier beginnt auch der Anstieg in die White Mountains und der Charakter der Strecke ändert sich zu einer kurvenreichen Gebirgsbahn.
Dem Saco River folgend gewinnt die Strecke immer mehr an Höhe, bis am Crawford Notch der Scheitelpunkt auf etwa 594 m Höhe erreicht ist. Die Strecke weist in diesem Abschnitt Steigungen von bis zu 3,5 % auf. In der Nähe des Crawford Notch musste eine 245 Meter lange Jochbrücke über den Willey Brook errichtet werden, die als Frankenstein Trestle bekannt wurde. Sie wurde nach Godfrey Frankenstein, einem lokalen Künstler, benannt. Die Brücke wurde 1895 durch eine Stahlkonstruktion ersetzt.

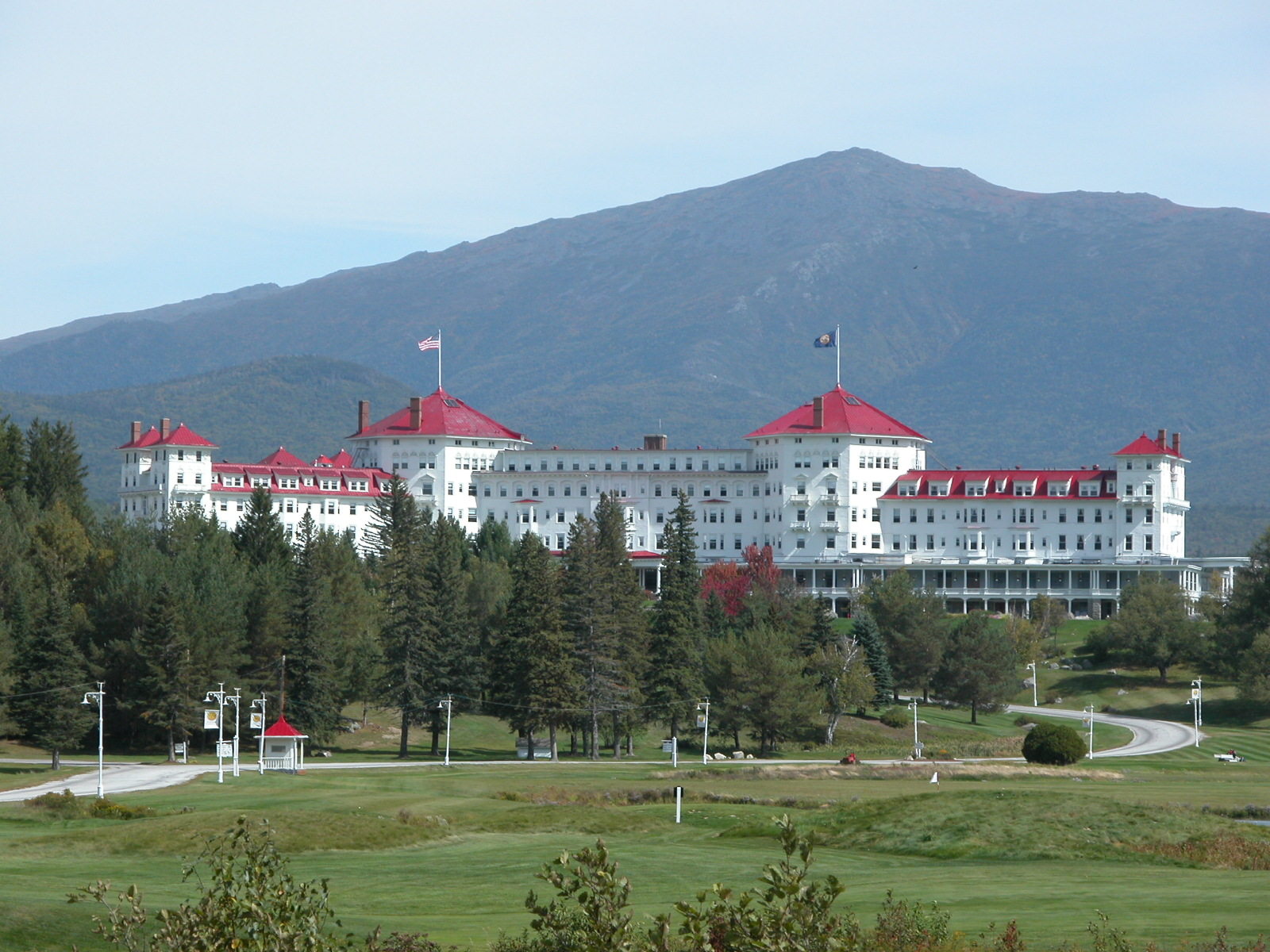
Mount Washington Hotel in Bretton Woods, NH.

Einige Kilometer nördlich des Crawford Notch beginnt das Tal des Ammonoosuc River, dem die Bahn nun folgt. Nördlich der Bahn liegt das bekannte Mount Washington Hotel, in dem 1944 die Konferenz von Bretton Woods stattfand. Der ehemalige Kreuzungsbahnhof Fabyans ist heute Endpunkt der meisten Ausflugszüge der Conway Scenic Railroad. Nur wenige Züge pro Jahr fahren weiter bis Whitefield. Das Bahnhofsgebäude in Fabyans wurde ebenso wie das am Crawford Notch 1891 eingeweiht. Hier kreuzte die Bahnstrecke Wing Road–Mount Washington, über die man zur noch heute verkehrenden Mount Washington Cog Railway gelangte.
Die Bahn verläuft nun am Nordufer des Ammonoosuc River in westlicher Richtung bis zum Bahnhof in Twin Mountain. Hier biegt die Trasse nach Norden ab und führt durch ein ausgedehntes Waldgebiet bis zum stillgelegten Gleisdreieck Quebec Junction, von wo aus früher die Bahnstrecke Quebec Junction–Lime Ridge bis nach Kanada führte. Kurz danach erreicht die Strecke Hazens und führt nun in westliche Richtung parallel zur Bahnstrecke Whitefield Junction–Berlin. In Hazens wurde 1998 eine Gleisverbindung zu dieser Bahnstrecke gebaut und die Züge benutzen seitdem diese Strecke. Der Abschnitt der Hauptstrecke nach Lunenburg wurde stillgelegt. Kurz vor Whitefield überquert die Trasse diese Strecke. An der Kreuzungsstelle, an der ebenfalls 1998 eine Verbindungskurve eingebaut wurde, befand sich jedoch nie ein Haltepunkt, sondern erst einige hundert Meter weiter im Ort Whitefield selbst.
Ab hier ist die Strecke zwar nicht stillgelegt, aber wird seit 1999 nicht mehr regelmäßig benutzt. Die Bahn verlässt Whitefield nordwärts entlang des Johns River und erreicht kurz darauf Scott, wo sich früher ein Kreuzungsbahnhof befand. Eine Verbindungskurve ermöglichte den Verkehr aus Richtung Woodsville nach Lunenburg und diente den Zügen von Portland von 1875 bis 1889, da erst dann das Zwischenstück von Fabyans bis hierher eröffnet wurde. Wenige Kilometer weiter überquert die Bahn den Connecticut River und biegt nach Westen in dessen Tal ab. Der Fluss bildet gleichzeitig die Staatsgrenze nach Vermont. Kurz hinter der Flussbrücke liegt der Bahnhof Lunenburg, in dem die Strecke in die Bahnstrecke Lunenburg–Maquam übergeht.